# Laurie Mitchell
Pour les articles homonymes, voir Mitchell.
Laurie Mitchell, née le 14 juillet 1928, morte le 20 septembre 2018, est une actrice et modèle américaine. Elle est connue en particulier pour son rôle dans Queen of Outer Space en 1958.

## Biographie
Laurie Mitchell est née à Manhattan le 14 juillet 1928. Elle commence sa carrière dans le Bronx en tant que jeune modèle. Sa famille déménage à Los Angeles alors qu'elle est adolescente.
Elle fait ses débuts au cinéma face à Kirk Douglas en 1954 dans Vingt Mille Lieues sous les mers. Elle apparaît aussi à la télévision à cette époque.
Elle se marie en 1949 avec le magicien  Larry White. Ils ont deux enfants, et divorcent en 1976. Elle se remarie ultérieurement, et meurt en 2018 en Californie à l'âge de 90 ans,.

## Filmographie
- 1954 : Vingt Mille Lieues sous les mers : (non créditée)[5]
- 1955 : Women's Prison (non créditée)
- 1956 : The Rawhide Years (non créditée)[5]
- 1956 : Girls in Prison : Phyllis
- 1956 : Fighting Trouble : Dolly Tate
- 1957 : The Garment Jungle : Model (non créditée)
- 1957 : The Oklahoman : Girl (non créditée)
- 1957 : Colt .45 (TV series) : Adele (saison 1 épisode 3)
- 1957 : Calypso Joe : Leah
- 1957 : The Helen Morgan Story (non créditée)
- 1958 : The Female Animal : Manucure (non créditée)
- 1958 : Attack of the Puppet People : Georgia Lane[5]
- 1958 : Queen of Outer Space : Queen Yllana[5]
- 1958 : Fusée pour la Lune (Missile to the Moon) : Lambda
- 1959 : Certains l'aiment chaud (Some Like It Hot) : Mary Lou (non créditée)[5]
- 1959 : Wanted Dead or Alive : Belle Colter (saison 2 épisode 15) (Chain gang)
- 1960 : Hell Bent for Leather : Girl Friend (non créditée)
- 1961 : Perry Mason : Madge Elwood (épisode: The Case of the Waylaid Wolf)
- 1961 : Rawhide : Rosette  S4:E8, The Prairie Elephant
- 1962 : Un soupçon de vison (That Touch of Mink) : Showgirl[5]
- 1963 : A New Kind of Love : Parisienne Poule (non créditée)
- 1963 : Gunfight at Comanche Creek : Tina Neville[5]
- 1964 : Gomer Pyle USMC : Bernice (S1E12 Sergeant Carter, Marine Babysitter
- 1965 : Runaway Girl : Winnie Bernay
- 1966 : Lord Love a Duck : Jack's Wife
- 1968 : The Virginian : Louise saison 7 épisode 13 (Big Tiny)
- 1969 : The Girl Who Knew Too Much : Trudell